# Potsdam
Potsdam (nemška izgovarjava: [ˈpɔtsdam] ()) je glavno in največje mesto nemške zvezne dežele Brandenburg. Je del metropolitanske regije Berlin/Brandenburg. Potsdam leži ob reki Havel, pritoku Labe, dolvodno od Berlina, in leži v hriboviti morenski pokrajini, posejani s številnimi jezeri, od katerih jih je približno 20 znotraj mestnih meja Potsdama. Leži približno 25 kilometrov jugozahodno od središča Berlina. Ime mesta in mnogih njegovih okrožij je slovanskega izvora.
Potsdam je bil do leta 1918 rezidenca pruskih kraljev in nemškega cesarja. Njegovo načrtovanje je utelešalo ideje dobe razsvetljenstva: s skrbnim ravnovesjem arhitekture in pokrajine je bil Potsdam mišljen kot »slikovite, pastoralne sanje«, ki bodo spominjale njegove prebivalce njihovega odnosa do narave in razuma.
Mesto, ki je staro več kot 1000 let, je znano po svojih palačah, jezerih ter splošnem zgodovinskem in kulturnem pomenu. Znamenitosti vključujejo parke in palačo Sanssouci, največje nemške svetovne dediščine, pa tudi druge palače, kot so palača Oranžerija, Nova palača, Cecilienhof in palača Charlottenhof. Potsdam je bil tudi kraj pomembne Potsdamske konference leta 1945, konference, na kateri so trije voditelji vlad ZSSR, ZDA in Združenega kraljestva odločili o delitvi Nemčije po njeni predaji, konference, ki je opredelila zgodovino Nemčije za naslednjih 45 let.
Babelsberg v jugovzhodnem delu Potsdama je bil že v 1930-ih dom velikega filmskega produkcijskega studia, od padca Berlinskega zidu pa uživa uspeh kot pomembno središče evropske filmske produkcije. Filmstudio Babelsberg, ustanovljen leta 1912, je najstarejši veliki filmski studio na svetu.
Potsdam se je v 19. stoletju razvil v središče znanosti v Nemčiji. Danes so v mestu tri javne visoke šole, Univerza v Potsdamu in več kot 30 raziskovalnih inštitutov.

## Etimologija
Zdi se, da je bilo prvotno ime Potsdam Poztupimi. Pogosta teorija je, da izhaja iz starega zahodnoslovanskega izraza, ki pomeni 'pod hrasti', tj. pokvarjeno pod dubmi/dubimi (pod, dub - 'hrast'). Vendar nekateri dvomijo v to razlago.

## Zgodovine

### Pred in zgodnja zgodovina
Območje okoli Potsdama kaže znake naseljenosti od bronaste dobe in je bilo del Magne Germanije, kot jo je opisal Tacit. Po velikih preselitvah germanskih ljudstev so se tja priselili Slovani in Potsdam je bil verjetno ustanovljen po 7. stoletju kot naselbina plemena Heveli s središčem na gradu. Prvič je bil omenjen v dokumentu leta 993 kot Poztupimi, ko je cesar Oton III. podaril ozemlje samostanu Quedlinburg, ki jo je takrat vodila njegova teta Matilda. Do leta 1317 se omenja kot majhno mesto. Mestno listino je dobil leta 1345. Leta 1573 je bil še majhen trg z 2000 prebivalci.

### Zgodnje novoveško obdobje
Potsdam je zaradi tridesetletne vojne (1618–1648) izgubil skoraj polovico svojega prebivalstva.
Potsdam, ki je bil v stalni lasti Hohenzollernov od leta 1415, je postal pomemben, ko je bil leta 1660 izbran za lovsko rezidenco Friderika Viljema I., volilnega kneza Brandenburga, jedra močne države, ki je kasneje postala Kraljevina Prusija. V njej so bile tudi pruske vojašnice.
Po Potsdamskem ediktu leta 1685 je Potsdam postal središče evropskega priseljevanja. Njegova verska svoboda je pritegnila ljudi iz Francije (hugenote), Rusije, Nizozemske in Češke. Edikt je pospešil rast prebivalstva in gospodarsko okrevanje.
Kasneje je mesto postalo polna rezidenca pruske kraljeve družine. Stavbe kraljevih rezidenc so bile zgrajene predvsem v času vladavine Friderika Velikega. Ena od teh je palača Sanssouci (francoskoza 'brez skrbi', Georga Wenzeslausa von Knobelsdorffa, 1744), znana po svojih formalnih vrtovih in rokokojski notranjosti. Druge kraljeve rezidence so Nova palača in Oranžerija.
Leta 1815, ko je bila ustanovljena provinca Brandenburg, je Potsdam postal glavno mesto province do leta 1918, razen v obdobju med letoma 1827 in 1843, ko je bil Berlin glavno mesto province (kot je ponovno postal po letu 1918). Provinca je bila sestavljena iz dveh gubernij, imenovanih po prestolnicah Potsdam in Frankfurt na Odri.

### Guvernerstvo Potsdama
Med letoma 1815 in 1945 je bilo mesto Potsdam glavno mesto Regierungsbezirk Potsdam (nemško Regierungsbezirk Potsdam). Regierungsbezirk je obsegal nekdanja okrožja Uckermark, Marka Priegnitz in večji del Srednje marke. Leži med Mecklenburgom in provinco Pomeransko na severu ter provinco Saško na jugu in zahodu (Berlin je bil z majhnim okoliškim okrožjem mestni gubernij in enklava v guberniji Potsdam med letoma 1815 in 1822, nato se je kot mestno okrožje združilo z gubernijo, da bi se leta 1875 ponovno ločilo od gubernije Potsdam in 1. aprila 1881 postalo ločena enota, podobna provinci). Proti severozahodu sta gubernijo omejevalo reki Laba in Havel, na severovzhodu pa Odra. Jugovzhodna meja je bila do sosednjega gubernije Frankfurt ob Odri. Približno 500.000 prebivalcev je živelo v guberniji Potsdam, ki je pokrivala površino okoli 20.700 kvadratnih kilometrov, razdeljeno na trinajst podeželskih okrožij, delno poimenovanih po svojih prestolnicah:
| Angermünde           | Beeskow-Storkow (as of 1836) | East Havelland | East Prignitz |
| Jüterbog-Luckenwalde | Lower Barnim                 | Prenzlau       | Ruppin        |
| Teltow (as of 1836)  | Teltow-Storkow (until 1835)  | Templin        | Upper Barnim  |
| West Havelland       | West Prignitz                | Zauch-Belzig   |               |

Tradicionalna mesta v guberniji so bila majhna, vendar so v teku industrijske delovne migracije nekatera dosegla rang mestnih okrožij. Glavna mesta so bila Brandenburg ob Havlu, Köpenick, Potsdam, Prenzlau, Spandau in Ruppin. Do leta 1875 je bil tudi Berlin mesto v guberniji. Po njegovi ločitvi so številna predmestja zunaj berlinskih občinskih meja prerasla v mesta, od katerih so mnoga tvorila urbane Bezirke znotraj gubernije Potsdam, kot so Charlottenburg, Lichtenberg, Rixdorf (po letu 1912 Neukölln) in Schöneberg (vsa, kot tudi Köpenick in Spandau, vključen v širši Berlin leta 1920). Mestni Bezirki so bili (letnice, ki označujejo povišanje v rang pripadnosti mestnih Bezirkorjev guberniji Potsdam):
| Berlin (1822–1875)      | Brandenburg/Havel (od 1881) | Charlottenburg (1877–1920)      | Eberswalde (od 1911)           |
| Lichtenberg (1908–1920) | Schöneberg (1899–1920)      | Deutsch-Wilmersdorf (1907–1920) | Rixdorf (Neukölln) (1899–1920) |
| Potsdam                 | Rathenow (od 1925)          | Spandau (1886–1920)             | Wittenberge (od 1922)          |

- Listina Svetega rimskega cesarstva iz leta 993, ki omenja Poztupimi
- Nova palača danes
- Stadtschloss Potsdam leta 1773
- Voltaire v rezidenci Friderika II. v Potsdamu. Delni pogled na grafiko Pierra Charlesa Baquoya po N. A. Monsiauju
- Potsdamska obveznica, izdana 22. maja 1852

### 20. stoletje
Berlin je bil glavno mesto Prusije in pozneje Nemškega cesarstva, vendar je dvor ostal v Potsdamu, kjer so se naselili številni vladni uradniki. Leta 1914 je cesar Viljem II. podpisal vojno napoved v Neues Palais (Nova palača). Mesto je izgubilo status 'druge prestolnice' leta 1918, ko je Viljem II. abdiciral in je Nemčija ob koncu prve svetovne vojne postala republika.
Potem ko so leta 1933 nacisti prevzeli oblast, je 21. marca 1933 v garnizonski cerkvi v Potsdamu prišlo do slovesnega rokovanja med predsednikom Paulom von Hindenburgom in novim kanclerjem Adolfom Hitlerjem, kar je postalo znano kot 'dan Potsdama'. To je simboliziralo koalicijo vojske (Reichswehr) in nacizma. Potsdam je bil močno poškodovan zaradi zavezniških bombnih napadov med drugo svetovno vojno.
Palača Cecilienhof je bila od 17. julija do 2. avgusta 1945 prizorišče Potsdamske konference, na kateri so se srečali zmagoviti zavezniški voditelji Harry S. Truman, Winston Churchill in Josif Stalin, da bi odločili o prihodnosti Nemčije in povojne Evrope nasploh. Konferenca se je zaključila s Potsdamskim sporazumom in Potsdamsko deklaracijo.
Vlada Vzhodne Nemčije (formalno znana kot Nemška demokratična republika (nemško Deutsche Demokratische Republik, DDR)) je poskušala odstraniti simbole 'pruskega militarizma'. Porušenih je bilo veliko zgodovinskih stavb, med katerimi so bile nekatere močno poškodovane v vojni.
Ko je bil leta 1946 preostanek province Brandenburg zahodno od črte Odra-Neiße ustanovljen kot dežela Brandenburg, je Potsdam postal njeno glavno mesto. Leta 1952 je NDR razpustila svoje države in jih nadomestila z manjšimi novimi vzhodnonemškimi upravnimi okrožji, znanimi kot Bezirke. Potsdam je do leta 1990 postal glavno mesto novega okrožja Potsdam.
Potsdam, jugozahodno od Berlina, je po izgradnji Berlinskega zidu ležal tik pred Zahodnim Berlinom. Obzidje Zahodnega Berlina ni le izoliralo Potsdama od Zahodnega Berlina, ampak je tudi podvojilo čas vožnje v Vzhodni Berlin. Most Glienicke čez Havel je povezoval mesto z Zahodnim Berlinom in je bil prizorišče nekaterih izmenjav vohunov v času hladne vojne.
Po ponovni združitvi Nemčije je Potsdam postal glavno mesto na novo ustanovljene dežele Brandenburg. Od takrat je bilo veliko zamisli in prizadevanj za rekonstrukcijo prvotnega videza mesta, vključno z mestno palačo v Potsdamu in garnizijsko cerkvijo.

## Geografija
Območje je nastalo iz niza velikih moren, ki so ostale po zadnjem ledeniškem obdobju. Danes je le ena četrtina mesta pozidana, preostanek pa je zelena površina.
V Potsdamu in okolici je približno 20 jezer in rek, kot so Havel, Griebnitzsee, Templiner See, Tiefer See, Jungfernsee, Teltowkanal, Heiliger See in Sacrower See. Najvišja točka je 114 metrov visok Kleiner Ravensberg.

### Razdelitev mesta
Potsdam je razdeljen na sedem zgodovinskih mest Stadtteile (četrti) in devet novih Ortsteile (predmestje/oddelki, nekdanje ločene vasi), ki so se mestu pridružile leta 2003. Videz mestnih četrti je precej različen. Tiste na severu in v središču sestavljajo predvsem zgodovinske stavbe, južno od mesta prevladujejo večje površine novejših stavb.
Mesto Potsdam je razdeljeno na 32 Stadtteile (četrti, ki so nadalje razdeljene na 84 statističnih Bezirke (okrožij).
Danes ločimo starejše dele mesta (območja zgodovinskega mesta in kraje, suburbanizirane najpozneje leta 1939) – to so mestno jedro, zahodno in severno predmestje, Bornim, Bornstedt, Nedlitz, Potsdam South, Babelsberg, Drewitz, Stern in Kirchsteigfeld – in tiste skupnosti, ki so bile ustanovljene po letu 1990 in so od leta 2003 postale Ortsteile – to so Eiche, Fahrland, Golm, Groß Glienicke, Grube, Marquardt, Neu Fahrland, Satzkorn in Uetz-Paaren. Novi Ortsteile so predvsem na severu mesta. Konec leta 2019 je prišlo do spremembe upravne strukture.

### Podnebije
Uradno je podnebje oceansko - bolj poslabšano, ker je daleč od obale in na vzhodu (Köppen Cfb), vendar ima mesto z uporabo normale 1961–1990 in izoterme 0 °C vlažno celinsko podnebje (Dfb) , ki kaže tudi rahel vpliv celine, in se razlikuje od podnebja, na katerega pretežno vpliva Atlantski ocean. Nizka povprečja pod lediščem skoraj vso zimo, kar povzroča pogoste snežne padavine in hladne zime, vendar ne tako stroge kot na celinskih lokacijah ali z večjim vplivom le-teh. Poletje je tudi relativno toplo s temperaturami med 23 in 24 °C, na vročinske valove pa vpliva UHI v Potsdamu.
Povprečna zimska najvišja temperatura je 3,5 °C, najnižja pa –1,7 °C. Sneg je pozimi pogost. Pomlad in jesen sta kratki. Poletja so blaga, z najvišjo temperaturo 23,6 °C in najnižjo 12,7 °C.
| Podnebni podatki za Potsdam         | Podnebni podatki za Potsdam | Podnebni podatki za Potsdam | Podnebni podatki za Potsdam | Podnebni podatki za Potsdam | Podnebni podatki za Potsdam | Podnebni podatki za Potsdam | Podnebni podatki za Potsdam | Podnebni podatki za Potsdam | Podnebni podatki za Potsdam | Podnebni podatki za Potsdam | Podnebni podatki za Potsdam | Podnebni podatki za Potsdam | Podnebni podatki za Potsdam |
| Mesec                               | Jan                         | Feb                         | Mar                         | Apr                         | Maj                         | Jun                         | Jul                         | Avg                         | Sep                         | Okt                         | Nov                         | Dec                         | Letno                       |
| ----------------------------------- | --------------------------- | --------------------------- | --------------------------- | --------------------------- | --------------------------- | --------------------------- | --------------------------- | --------------------------- | --------------------------- | --------------------------- | --------------------------- | --------------------------- | --------------------------- |
| Rekordno visoka temperatura °C      | 14.5                        | 18.6                        | 23.5                        | 31.4                        | 33.2                        | 36.6                        | 38.2                        | 38.6                        | 32.6                        | 27.2                        | 18.0                        | 14.8                        | 38.6                        |
| Povprečna visoka temperatura °C     | 2.7                         | 4.4                         | 9.0                         | 14.9                        | 20.0                        | 22.3                        | 24.6                        | 24.3                        | 19.5                        | 13.7                        | 7.3                         | 3.6                         | 13.9                        |
| Povprečna dnevna temperatura °C     | 0.2                         | 1.2                         | 4.9                         | 9.5                         | 14.4                        | 17.0                        | 19.3                        | 19.0                        | 14.9                        | 9.9                         | 4.6                         | 1.4                         | 9.7                         |
| Povprečna nizka temperatura °C      | −2.4                        | −2.0                        | 0.8                         | 4.2                         | 8.7                         | 11.7                        | 14.0                        | 13.6                        | 10.2                        | 6.1                         | 1.9                         | −0.9                        | 5.5                         |
| Rekordno nizka temperatura °C       | −20.8                       | −19.9                       | −14.0                       | −5.8                        | −1.7                        | 3.1                         | 6.9                         | 5.4                         | 1.6                         | −5.1                        | −10.9                       | −17.7                       | −20.8                       |
| Povprečna količina padavin mm       | 45.8                        | 37.0                        | 39.2                        | 33.8                        | 54.2                        | 66.8                        | 70.7                        | 61.3                        | 45.1                        | 40.7                        | 44.8                        | 52.0                        | 591.4                       |
| Vir: Weather and climate in Potsdam |                             |                             |                             |                             |                             |                             |                             |                             |                             |                             |                             |                             |                             |

## Znamenitosti
Potsdam je bil zgodovinsko središče evropskega priseljevanja. Njegova verska toleranca je pritegnila ljudi iz Francije, Rusije, Nizozemske in Češke. To je še vedno vidno v kulturi in arhitekturi mesta.
Najpopularnejša znamenitost je park Sanssouci, 2 km zahodno od centra mesta. 1744 je  Friderik II. Veliki tu začel graditi rezidenco, v kateri bi lahko prebival sans souci ('brez skrbi' v francoščini, ki so jo govorili na dvoru). V parku je botanični vrt in vrsta veličastnih zgradb:
- palača Sanssouci (Schloss Sanssouci), razmeroma skromna palača pruske kraljeve in kasneje nemške cesarske družine
- Palača Oranžerija (Orangerieschloss), prej palača za tuje kraljeve goste
- Nova palača (Neues Palais), zgrajena med letoma 1763 in 1769 za praznovanje konca sedemletne vojne, v kateri je Prusija zadržala združene napade Avstrije in Rusije. Je veliko večja in veličastnejša palača od Sanssoucija, saj ima več kot 200 sob in 400 kipov kot okras. Služila je kot gostišče za številne kraljeve obiskovalce. Danes so v njej deli Univerze v Potsdamu.
- palača Charlottenhof (Schloss Charlottenhof), nneoklasicistična palača Karla Friedricha Schinkla, zgrajena leta 1826
- kompleks imenovan Rimsko kopališče (Roemische Baeder), ki sta ga zgradila Karl Friedrich Schinkel in Friedrich Ludwig Persius v letih 1829–1840. To je kompleks stavb, vključno s čajnim paviljonom, vilo v renesančnem slogu in rimsko kopališče (po kateri je celoten kompleks dobil ime).
- Kitajska čajnica (Chinesisches Teehaus), paviljon iz 18. stoletja, zgrajen v kitajskem slogu, modi tistega časa.

Danes so ostala tri vrata iz prvotnega mestnega obzidja. Najstarejša so Lovska vrata (Jägertor), zgrajena leta 1733. Nauener Tor so bila zgrajena leta 1755 in blizu zgodovinske nizozemske četrti. Okrasna Brandenburška vrata (zgrajena leta 1770, ki jih ne smemo zamenjevati z Brandenburškimi vrati v Berlinu) so na trgu Luisenplatz ob zahodnem vhodu v staro mestno jedro.
Stari tržni trg (Alter Markt) je zgodovinsko mestno jedro Potsdama. Tri stoletja je bila tu mestna palača (Stadtschloß), kraljeva palača, zgrajena leta 1662. Pod Friderikom Velikim je palača postala zimska rezidenca pruskih kraljev. Palača je bila močno poškodovana zaradi zavezniškega bombardiranja leta 1945, leta 1961 pa so jo porušile komunistične oblasti. Leta 2002 so bila Vrata Fortuna (Fortunaportal) obnovljena na prvotnem zgodovinskem mestu, čemur je sledila popolna rekonstrukcija palače kot stavbe Brandenburške deželne hiše, ki je bila slovesno odprta leta 2014. V bližini trga v bloku Humboldtstraße, ki je bil prav tako porušen, potem ko je bil poškodovan leta 1945 so bile v letih 2016–2017 končane rekonstrukcije več reprezentativnih stanovanjskih palač, vključno s Palazzo Pompei in Palazzo Barberini, v katerih je muzej umetnosti, skupaj s stavbami s posodobljenimi fasadami za obnovitev zgodovinskih razsežnosti bloka.
Na Alter Marktu danes dominira kupola cerkve sv. Nikolaja, zgrajene leta 1837 v neoklasicističnem slogu. To je bilo zadnje delo Karla Friedricha Schinkla, ki je zasnoval stavbo, vendar ni dočakal njenega dokončanja. Končala sta jo njegova učenca Friedrich August Stüler in Ludwig Persius. Na vzhodni strani trga dominira stara mestna hiša, ki jo je leta 1755 zgradil nizozemski arhitekt Jan Bouman (1706–1776). Ima značilen okrogel stolp, okronan s pozlačenim Atlasom, ki na svojih ramenih nosi svet.
Severno od Alter Markta je ovalna Francoska cerkev (Französische Kirche), ki jo je leta 1750 postavil Boumann za hugenotsko skupnost. Na jugu leži muzej Barberini, kopija prejšnje stavbe, palače Barberini. Muzej je financiral nemški milijarder Hasso Plattner. Nekdanjo baročno stavbo je v letih 1771–1772 zgradil Carl von Gontard po navdihu renesančne palače Palazzo Barberini v Rimu. Novozgrajeni muzej je bil odprt spomladi 2017.
Druga znamenitost Potsdama je dvoulična nizozemska četrt (Holländisches Viertel), skupek stavb, ki je edinstven v Evropi, s približno 150 hišami, zgrajenimi iz rdeče opeke v nizozemskem slogu. Zgrajena je bila med letoma 1734 in 1742 pod vodstvom Jana Boumana, da bi jo uporabljali nizozemski rokodelci in obrtniki, ki jih je kralj Friderik Viljem I. povabil, da se tu naselijo. Danes je to območje ena najbolj obiskanih četrti v Potsdamu.
Severno od središča mesta je ruska kolonija Aleksandrovka, majhna enklava ruske arhitekture (vključno s pravoslavno kapelo), zgrajena leta 1825 za skupino ruskih priseljencev. Od leta 1999 je kolonija del Unescove svetovne dediščine kot Palače in parki v Potsdamu in Berlinu.
Vzhodno od kolonije Alexandrowka je velik park, Neuer Garten (Novi vrt), ki je bil od leta 1786 urejen v angleškem slogu. Mesto vsebuje dve palači; ena od njih, Cecilienhof, je bil kraj Potsdamske konference julija in avgusta 1945. Marmorpalais (Marmorna palača) je bila zgrajena leta 1789 v neoklasicističnem slogu. V bližini je Biosphäre Potsdam, tropski botanični vrt.
V Babelsbergu, četrti jugovzhodno od središča, so filmski studii UFA (Babelsberg Studios) in obsežen park z nekaterimi zgodovinskimi stavbami, vključno s palačo Babelsberg (Schloß Babelsberg, gotska palača, ki jo je zasnoval Schinkel).
Einsteinov stolp je v znanstvenem parku Alberta Einsteina, ki je na vrhu Telegraphenberga znotraj astronomskega kompleksa.
Potsdam ima tudi spominsko središče v nekdanjem zaporu KGB na Leistikowstraße. V Volksparku na severu je eden zadnjih Leninovih spomenikov v Nemčiji.
Potsdam se je 31. oktobra 2019 ob svetovnem dnevu mest pridružil Unescovi mreži kreativnih mest kot oblikovalsko mesto.